# Эйсагирре, Луис
Луис Армандо Эйзагирре Сильва (исп. Luis Armando Eyzaguirre Silva; род. 22 июня 1939, Сантьяго) — чилийский футболист, защитник.

## Клубная карьера
Во взрослом футболе дебютировал в 1958 году выступлениями за команду «Универсидад де Чили», в которой провел десять сезонов, приняв участие в 230 матчах. Луис являлся основным правым защитником команды в период её расцвета. За это время выиграл с командой пять чемпионств и в течение многих лет назывался лучшим правым защитником в чилийской лиге. 
В 1965 году Эйсагирре получал ряд повреждений мениска, из-за чего потерял скорость и постепенно потерял место в основе.
Впоследствии в течение 1968—1971 годов защищал цвета клуба «Уачипато».
Завершил игровую карьеру в команде «Ферровиариос де Чили», за которую выступал в 1972—1973 годах.

## Карьера в сборной
Не проведя ни одного матча в составе национальной сборной Чили, Эйсагирре принял участие в чемпионате Южной Америки 1959 в Аргентине, где и дебютировал в главной команде 26 марта 1959 в игре против Боливии.
Со следующего года стал основным правым защитником Чили и в составе сборной был участником чемпионата мира 1962 года в Чили, на котором команда завоевала бронзовые награды, и чемпионата мира 1966 года в Англии. Игра на втором из них, 13 июля 1966 против Италии, стала последней для Луиса в сборной.